# Catedral de Sant Patrici (Dublín)
La Catedral de Sant Patrici és un lloc de culte de església anglicana irlandesa, essent la seva Catedral Nacional.
Es tracta d'un espai únic i molt especial, tant per al culte, a través dels seus cants i celebracions diàries, com per l'aprenentatge, en la mesura en què conforma un microcosmos d'història irlandesa repleta d'inspirants històries. La catedral és un enclavament mil·lenari d'oració, i en aquesta Catedral s'hi canten dos serveis cada dia; Matines al matí i Vespres a la tarda. Les primeres dues files de bancs són utilitzades pel cor. Tots els visitants són benvinguts a assistir a aquests serveis.

## Llegenda o història

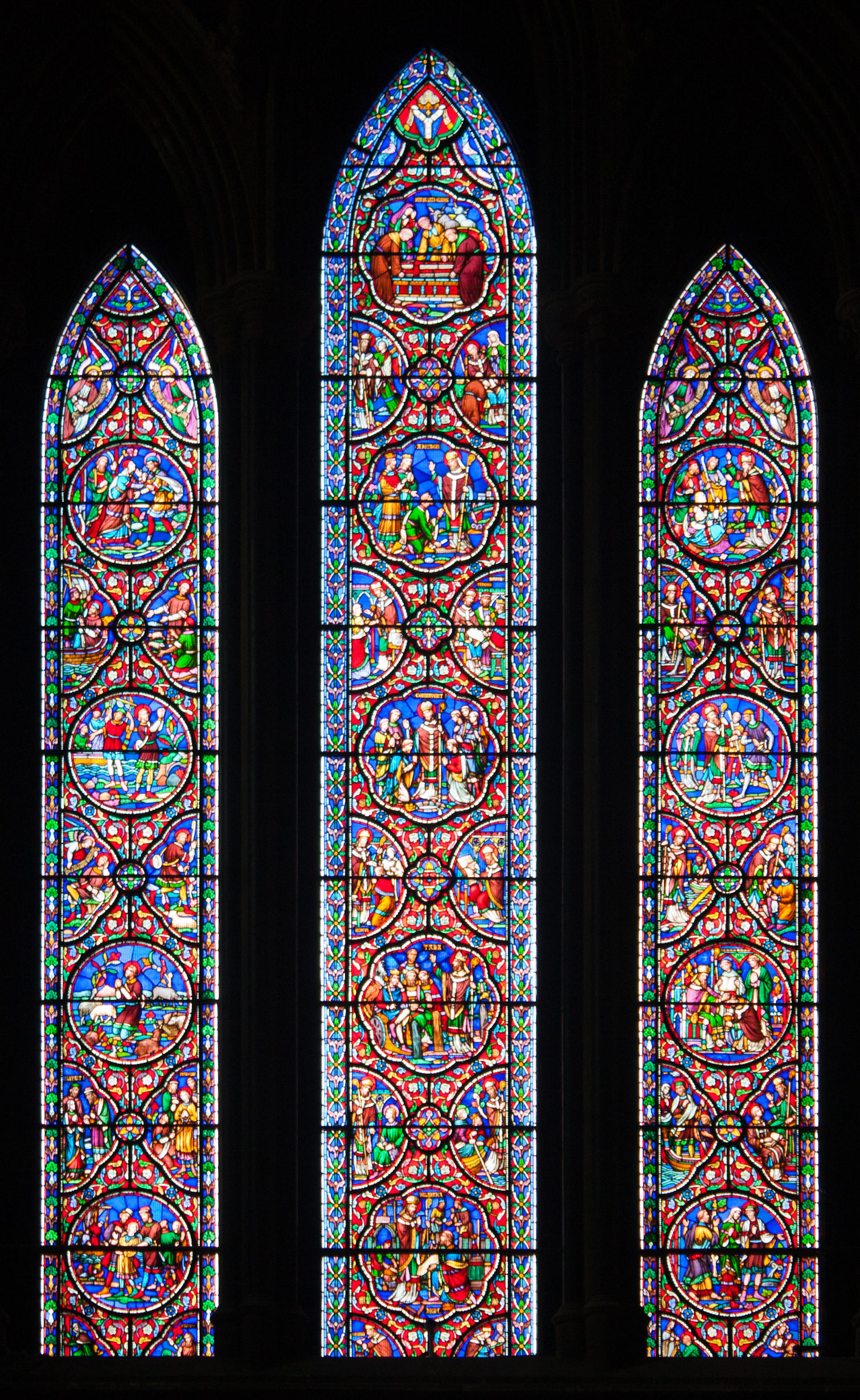
Bell finestral explicatiu de la vida de Sant Patrici

Conta la tradició que Sant Patrici utilitzava un pou proper per batejar els conversos al cristianisme i que fou en aquest punt concret on s'erigí una petita esglesiola, pròxima al cor de Dublín, amb el fi de marcar-lo com espai sagrat. L'edifici actual data de 1220. Al llarg dels segles, la catedral ha experimentat i sofert guerres, revolucions i una reforma. Avui dia (2019), la catedral segueix acollint amb portes obertes a les noves generacions.
Aquest antic lloc de culte és la llar de moltes representacions del sant més famós d'Irlanda. S'ignora com era Sant Patrici en realitat, pel que dintre la catedral hi ha moltes imatges diferents del sant, inclosa l'estàtua central de l'entrada i la bella finestra de l'oest. També les llosses de la tomba dels primers cristians, ofereixen una idea de la història d'aquest lloc. Aquestes llosses tenen mil anys i mostren que aquest lloc estava en ús molt temps abans que existís la Catedral.
La Capella de la Verge s'afegí l'any 1270 i fou utilitzada pels Hugonots des de 1666 fins al 1816. Va ser restaurada el 2013, oferint una idea dels seus colors originals.
La catedral medieval jugà un rol central en molts esdeveniments històrics. El 1492, una disputa entre els ducs d'Ormonde i els comtes Fitzgerald de Kildare conduí a què les famílies cerquessin refugi en la Catedral. Després de discutir a través de la porta de la Casa del Capítol, Gerald Fitzgerald allargà el seu braç a través d'un forat de la porta com ofrena de pau. Els Butler acceptaren i es feu la pau, donant lloc a la frase "to chance your arm" (arriscar el teu braç).
Durant els segles xvi i xvii es presencià una reforma religiosa arreu d'Europa. Durant aquest període, la denominació de la Catedral canvià diverses vegades, fins que finalment va romandre com anglicana després de la victòria de Guillem III d'Anglaterra i II d'Escòcia en la "Batalla del riu Boyne" que fou decisiva per Guerra Guillemita d'Irlanda. La tomba del duc de Schomberg, assassinat durant la batalla, es pot veure aquí.
Moltes de les vidrieres daten de finals de 1800 o principis de 1900. S'involucraren diversos artistes i companyies diferents, per aquest motiu cadascuna de les finestres és molt diferent a l'altra.

## Racons per visitar
L'Arbre del Record permet als visitants recordar a qualsevulla que sigui víctima d'un conflicte. Els colors del regiment encarnen la dita <<els vells soldats no moren, simplement s'esvaeixen>>, ja que aquestes banderes s'esvaeixen lentament amb el temps.
La música ha estat fonamental en la vida quotidiana de la Catedral des de la seva fundació el 1191. Aquí s'exhibeix una consola d'orgue que data de 1901. L'escala de caragol condueix a l'orgue actual de la catedral, que acompanya al cor durant els serveis.
Els Cavallers de Sant Patrici foren una Orde cavalleresca fundada pel rei Jordi III el 1783, en la Catedral s'exhibeixen els seus noms, estàndards i plaques heràldiques.
La trona de pedra ornamentada a l'esquerra del cor està dedicada al Dean Pakenham. El faristol de bronze, a la dreta, mostra una àguila sobre un globus que representa la difusió de la paraula de Déu arreu del món. El faristol al sud s'usa com espai per l'aprenentatge. S'anima els visitants a que s'aturin en aquesta zona perquè descobreixen més vers la vida i les costums irlandeses.
En aquesta àrea de la Catedral també hi ha la trona en la que predicava Jonathan Swift. Més conegut com l'autor de Els viatges de Gulliver. Fou el Dean de la Catedral des de 1713 fins al 1745. Swift està soterrat a sota del pis de la Catedral junt a la seva millor amiga, Esther Johnson. El seu epitafi es pot veure per sobre de la porta de fusta, a l'esquerra, i fou escrit pel mateix Swift. Una vitrina d'aquesta àrea presenta molts elements relacionats amb Jonathan Swift, com la seva mascara funerària, una copia del sermó Upon sleeping in church (En dormir a l'església) i un motlle del seu crani.
El monument a Boyle fou erigit el 1632 per Richard Boyle, segon comte de Cork, en memòria de la seva segona esposa "Lady Katherine". Els seus fill l'envolten a les grades inferiors del monument. Allà també s'hi troba Robert Boyle, el famós científic que descobrí la Llei de Boyle.
Les estàtues i monuments en aquesta àrea recorden a una gran varietat d'individus associats amb la Catedral. Les escultures que si mostren han estat considerades com alguns dels millors exemples de la escultura del segle xix que es poden trobar en qualsevol part d'Irlanda.

## Petita galeria

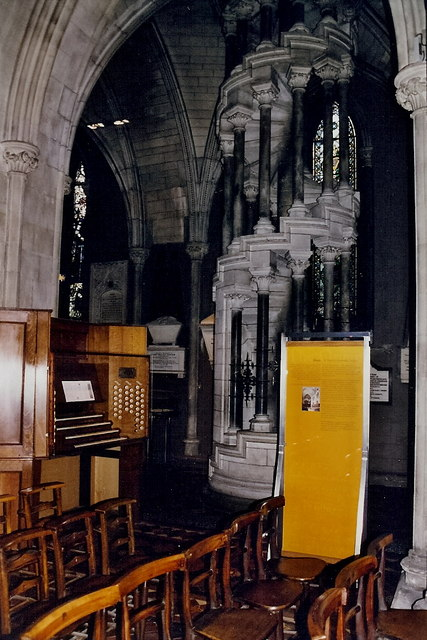
Escales de l'orgue i torres de la Catedral
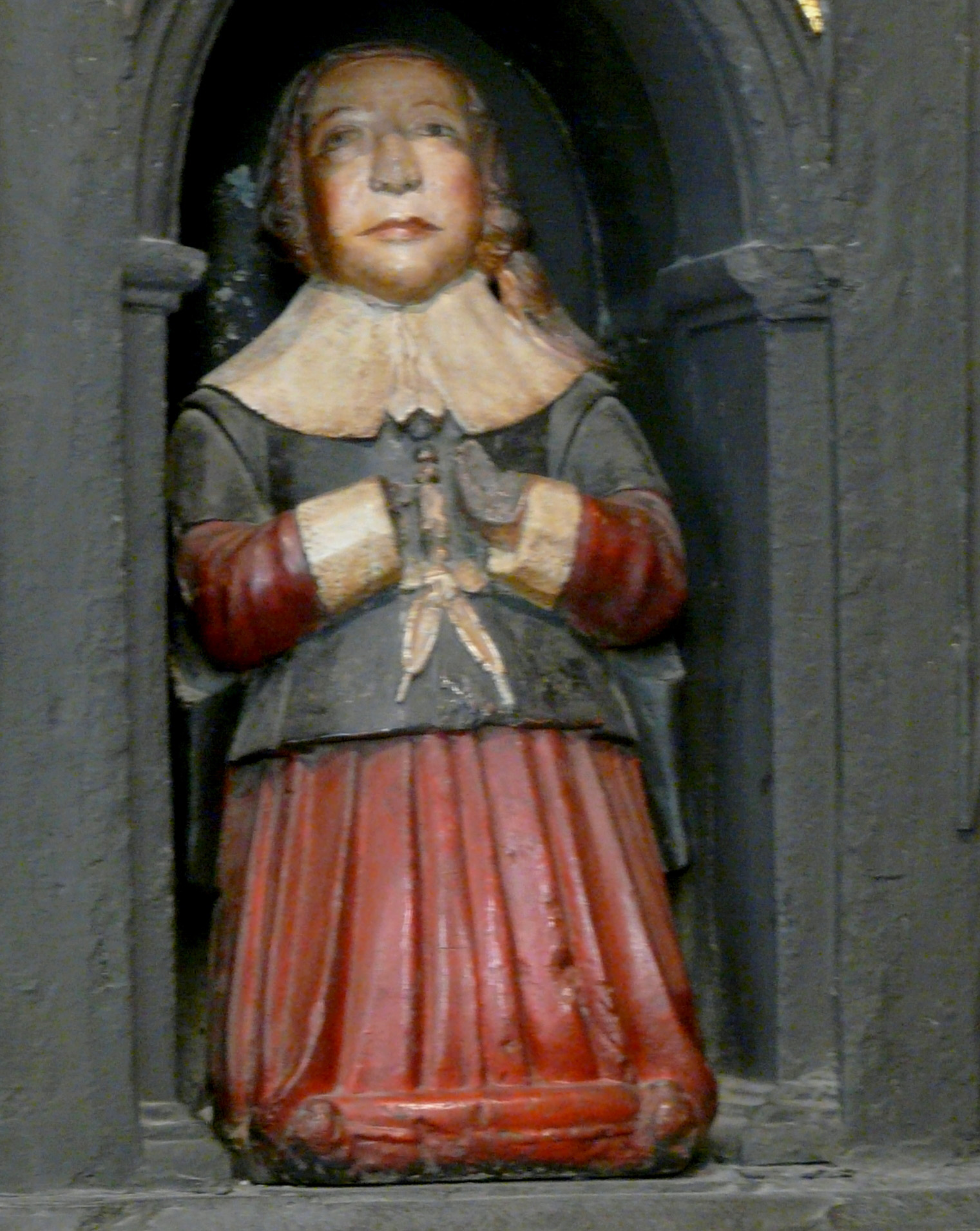
Escultura d'un noi jove, es pensa que pot ser Richard Boyle, en el monument dels seus pares en la Catedral.
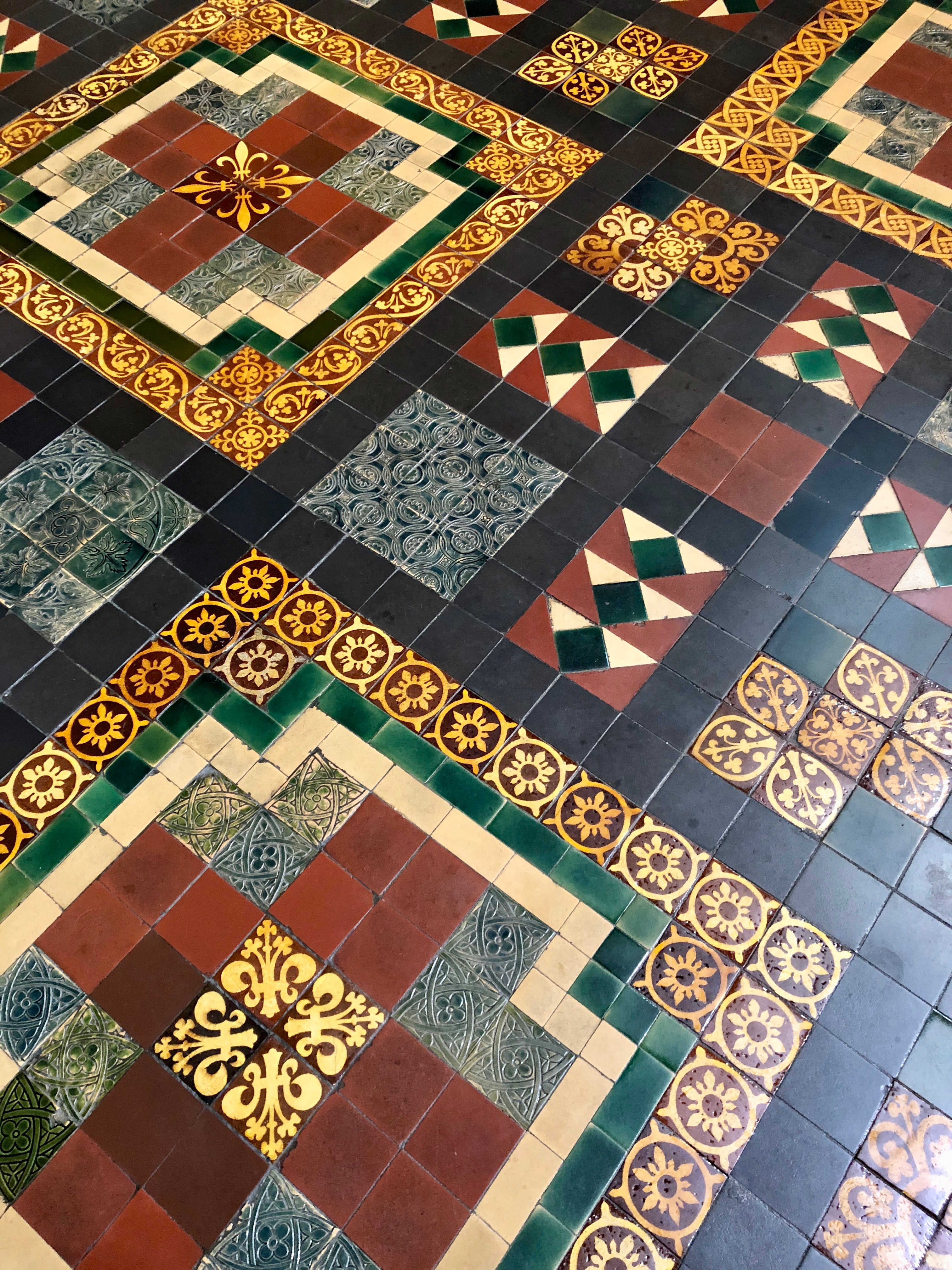
Terra de la Catedral
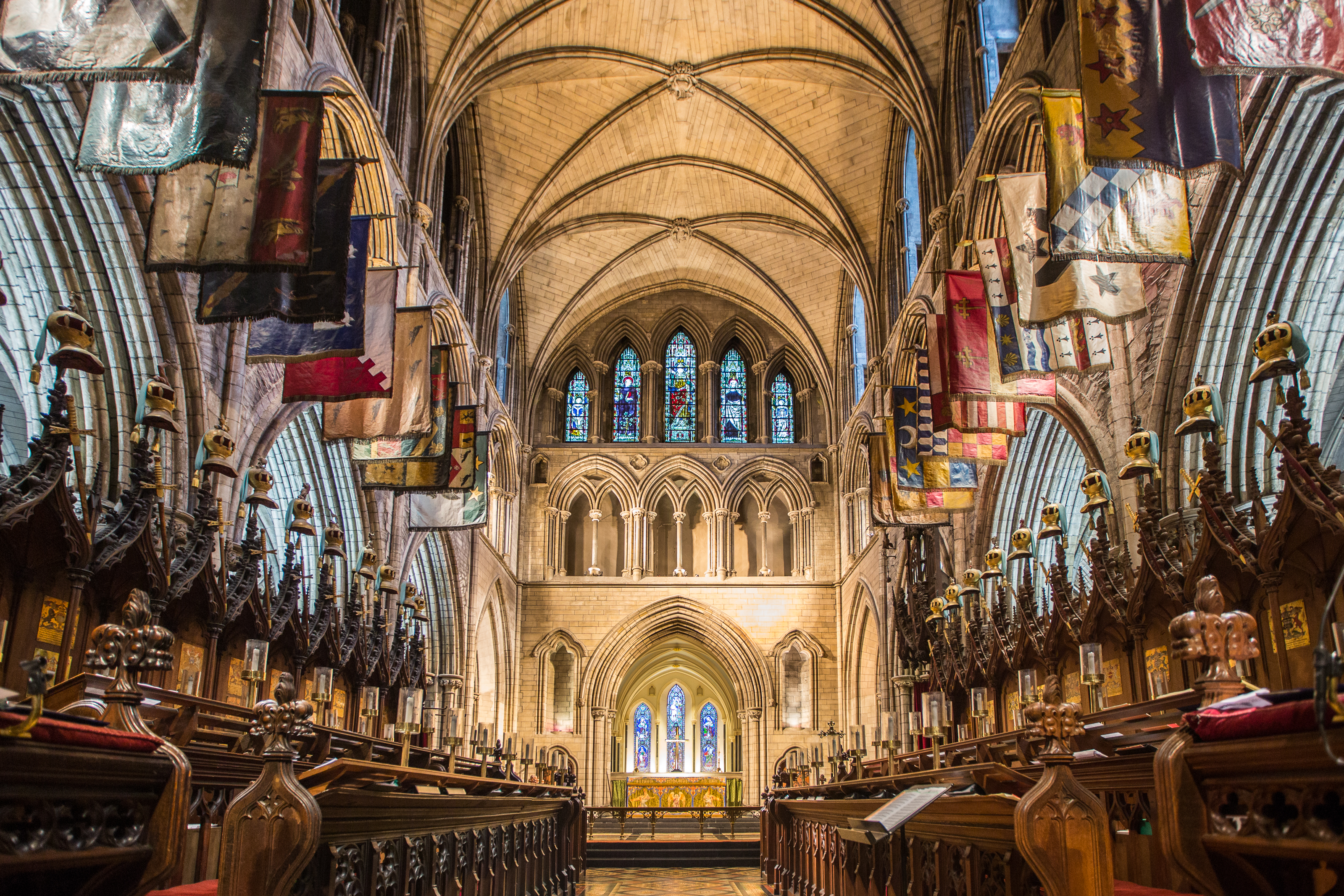
Impressionant interior de la Catedral
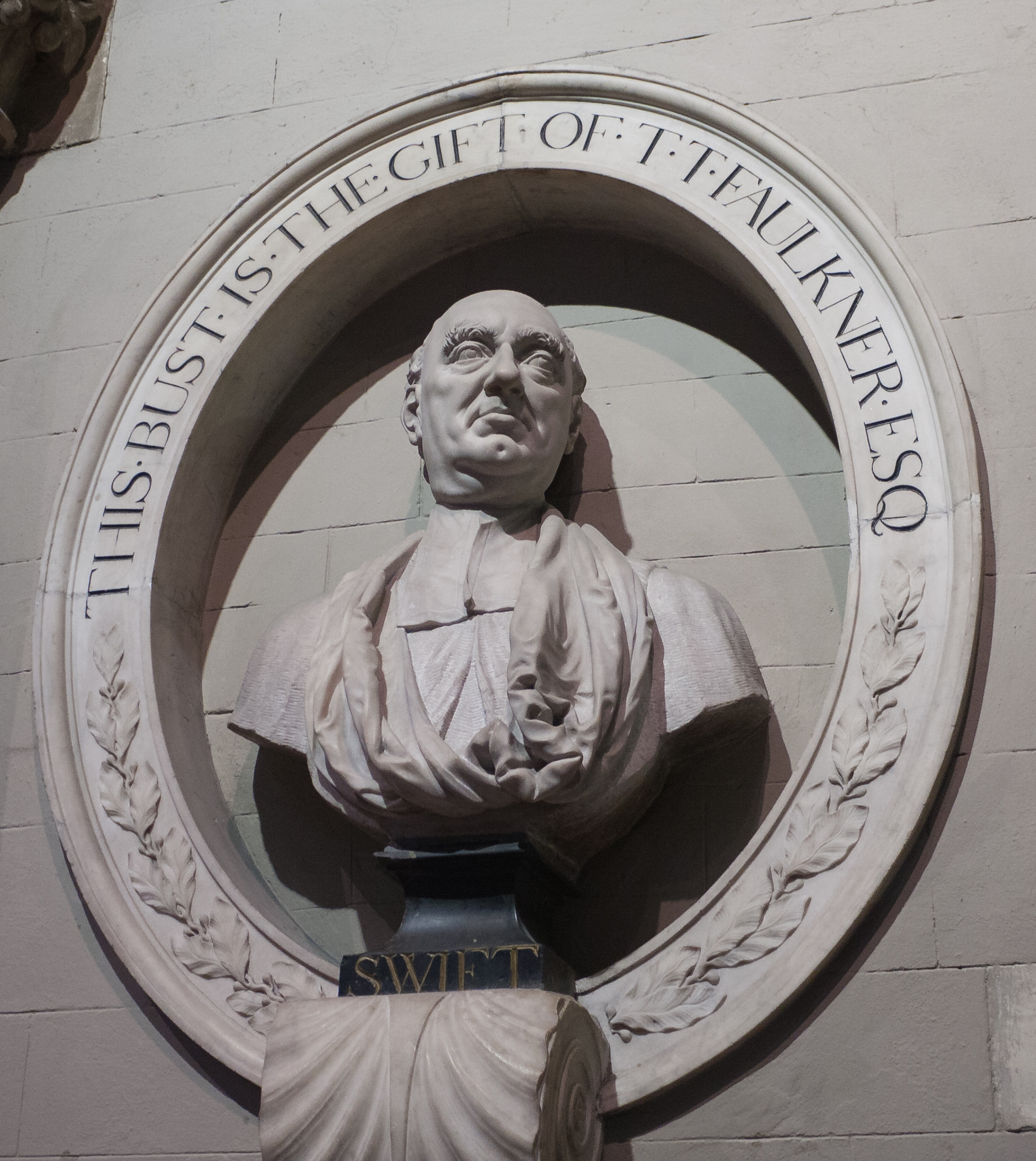
Bust de Jonathan Swift
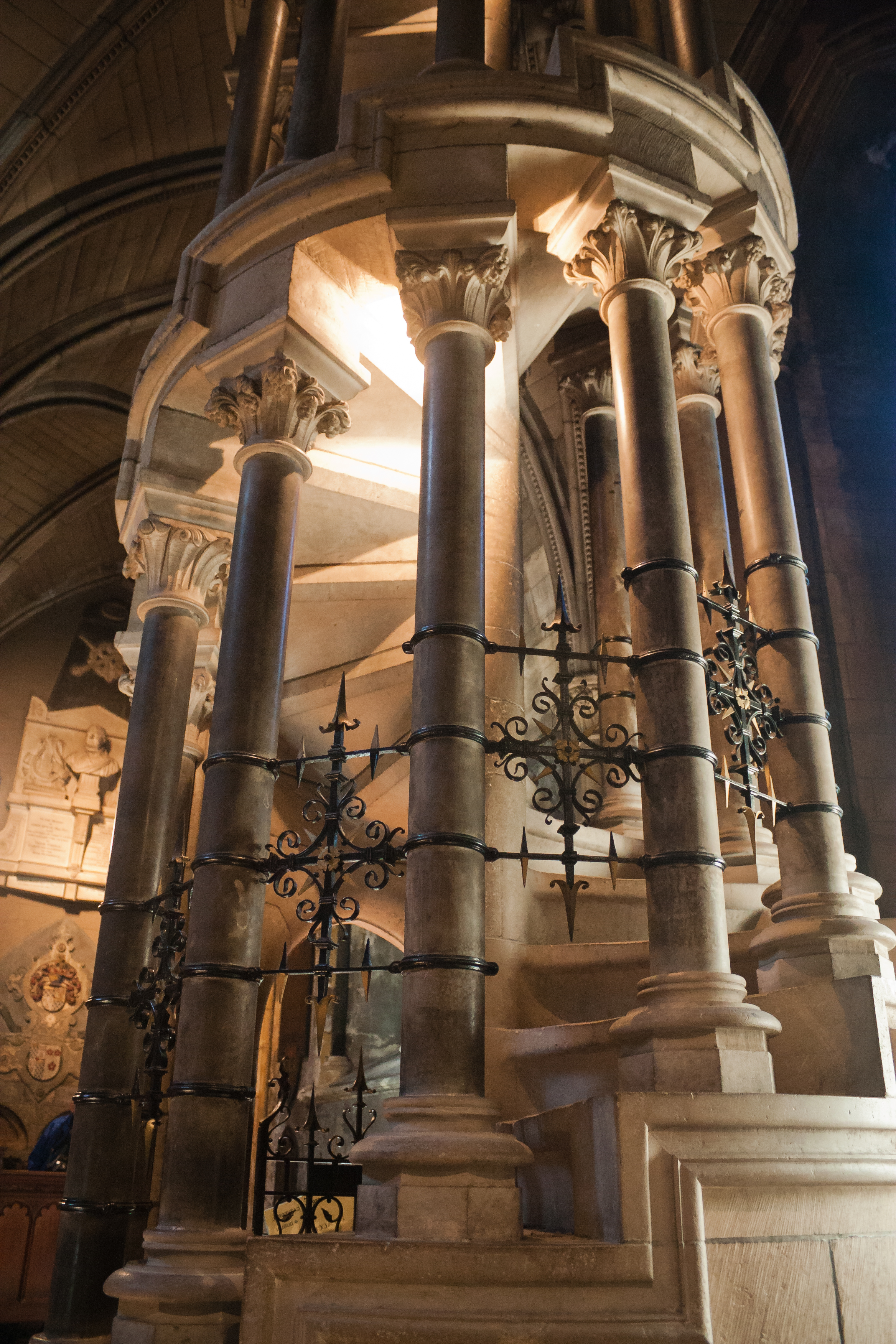
Escala de caragol del Transep nord-est
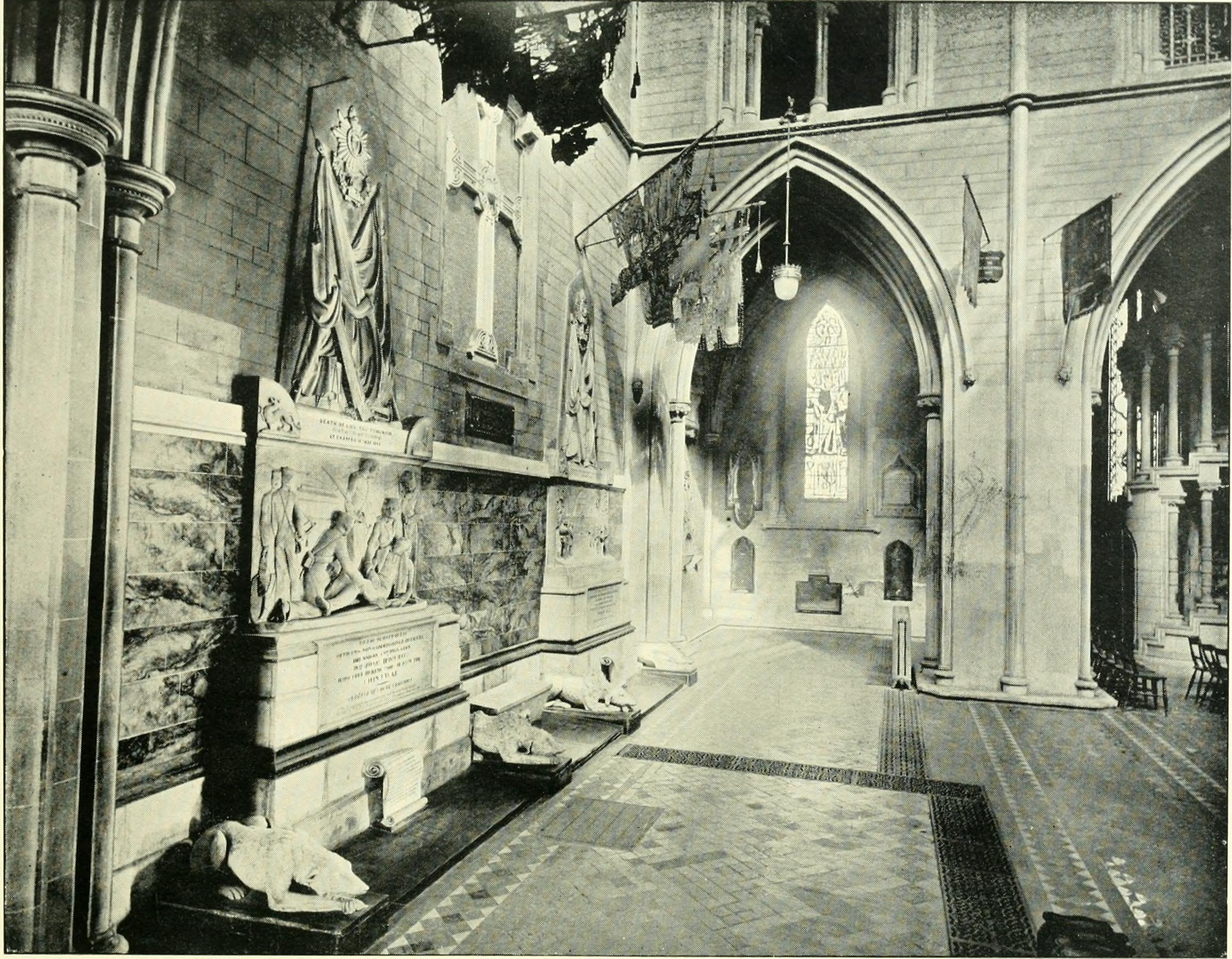
Transep nord